# Peugeot Type 148
La Peugeot Type 148  est un modèle d'automobile produit par le constructeur français Peugeot en 1913.